# Karol Czecz de Lindenwald

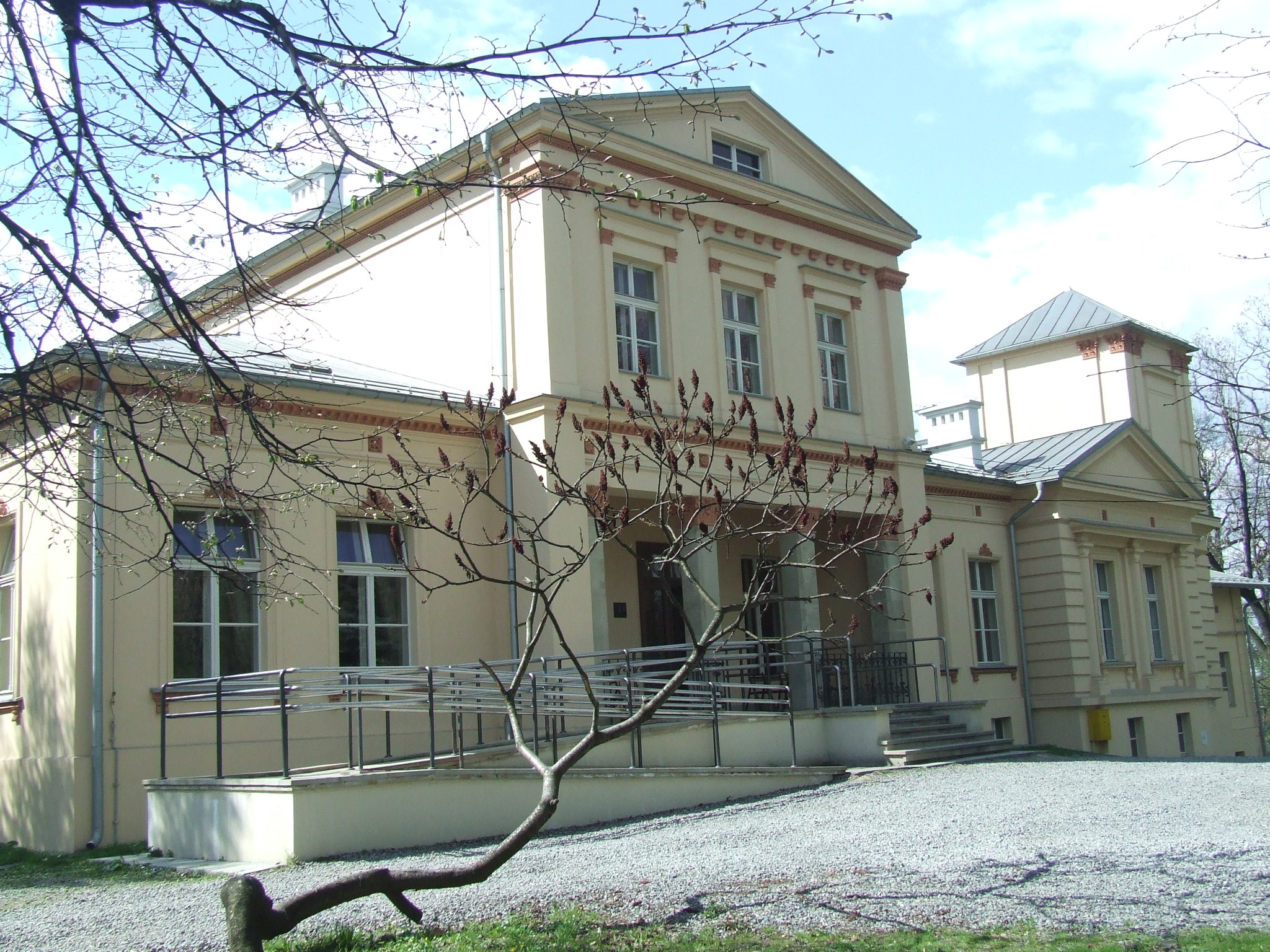
Dwór Karola Czecza w Bieżanowie

Karol Czecz de Lindenwald (ur. 1852, zm. 8 grudnia 1910 w Krakowie) – właściciel majątku w Bieżanowie i Płaszowie, poseł do Sejmu Krajowego Galicji, wiceprezes Towarzystwa Rolniczego w Krakowie 

## Życie

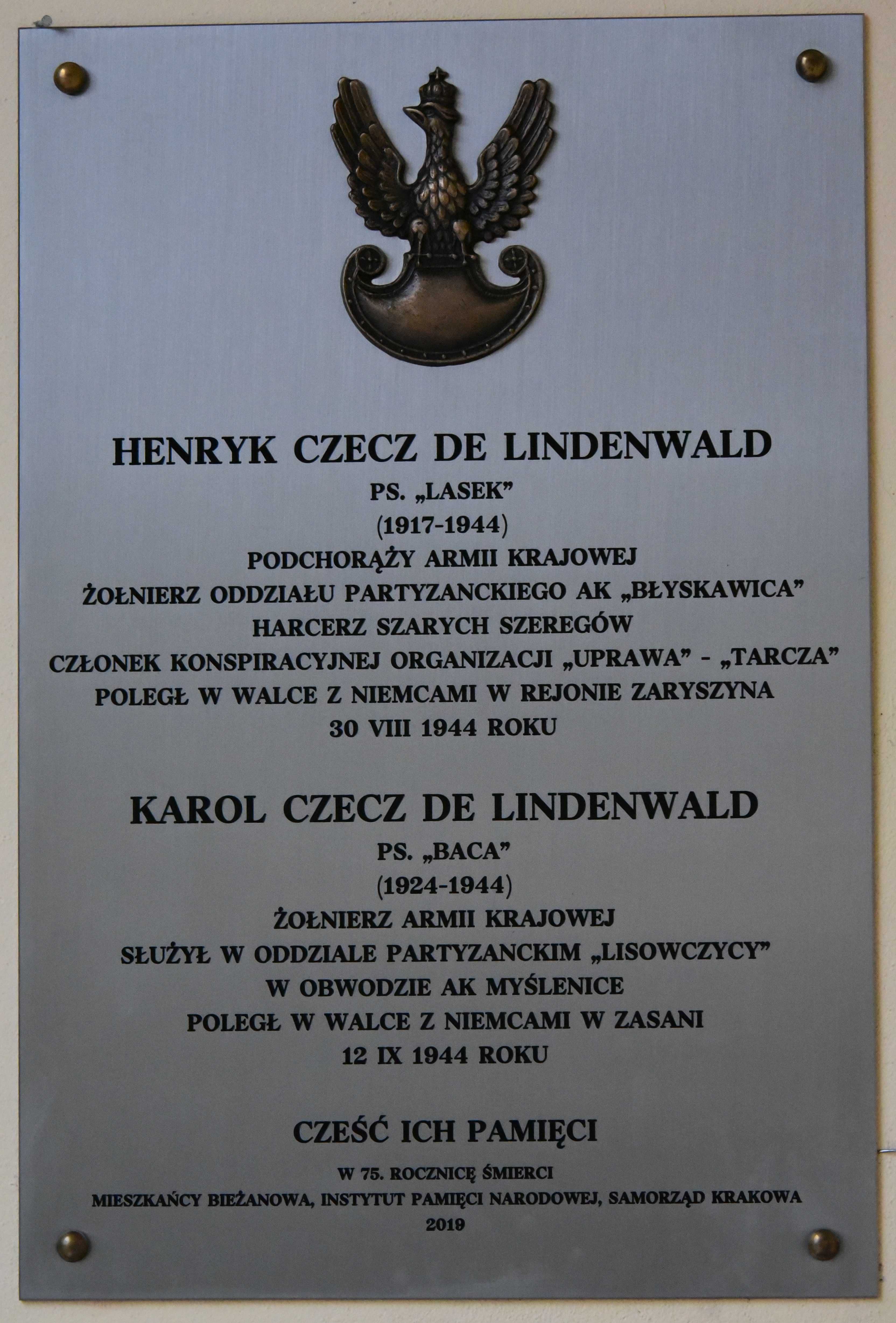
Tablica pamięci odsłonięta 14 lutego 2020 r., dwór Czecza w Bieżanowie

Ukończył Teresianum, potem studia agronomiczne w Zurychu. Praktyki rolnicze odbywał w Czechach i Krzeszowicach u Artura Potockiego.  
Ziemianin, właściciel dóbr Bieżanów (356 ha) pod Krakowem. Założył drożdżownię, wytwórnię octu, gorzelnie, a w szklarniach hodował warzywa i owoce zatrudniając mieszkańców swojego majątku jak i okolicznych wsi. Szczególne znaczenie przypisywał hodowli bydła, którą uważał za podstawowy czynnik dobrobytu gospodarstw rolnych; walczył przeciwko mnogości ras bydła hodowlanego w kraju i dzięki niemu przeprowadzono podział na strefy hodowlane bydła nizinnego, zymetalskiego i czerwonego krajowego. Przez wiele lat był prezesem Towarzystwa Hodowców Czerwonego Bydła Krajowego i popierał import sztuk zarodowych z Holandii. 
Jednocześnie prowadził szeroką działalność gospodarczą i społeczną. Był współtwórcą krajowej organizacji właścicieli gorzelni we Lwowie. Pod jego kierunkiem poczyniono pierwsze kroki w nawiązywaniu stosunków między bezpośrednimi producentami rolnymi a intendenturą wojskową. Był członkiem różnych rządowych ciał kolegialnych, m.in. państwowej rady dla przemysłu gorzelnianego; sporządził memoriał o Radzie Kultury Krajowej. Od 1884 był członkiem, a od 1895 wiceprezesem Komitetu Towarzystwa Rolniczego Krakowskiego, później jego prezesem. Przewodniczył sekcji hodowlanej.  
Należał do grupy konserwatywnych polityków określanych mianem Stańczyków. Do Sejmu Krajowego VII kadencji został wybrany w 1895  z okręgu Wieliczka. W sejmie VIII kadencji znalazł się zastępując posła Piotra Górskiego 21 czerwca 1906 z okręgu krakowskiego, zmarł w trakcie trwania IX kadencji sejmu, w 1912 jego miejsce zajął Wacław Zaleski. W latach 1900–1909 był Marszałkiem Rady Powiatowej w Wieliczce.  
Zmarł niespodziewanie na atak serca na ulicy Wiślnej w Krakowie spiesząc na posiedzenie Towarzystwa Rolniczego. Pochowany na cmentarzu w Bieżanowie.

## Stosunki rodzinne
Syn starosty przemyskiego Karola Czetscha (1819-1869) i Berty Amalii z Humborgów (1831-1881), brat Hermana. Pierwsza żona Paulina Sułkowska zmarła młodo w wieku 25 lat na gruźlicę, syn z pierwszego małżeństwa Karol na ospę w wieku 5 lat. Po raz drugi Karol ożenił się z Aurelią Sövenyhazy-Fricke. Z drugiego małżeństwa miał syna Jana oraz 7 córek. Jednym z jego wnuków był historyk sztuki Tadeusz Chrzanowski.